# Museu Parque Seringal
Museu Parque Seringal de Ananindeua ou somente Parque Seringal é uma Unidade de Conservação do tipo área de relevante interesse ecológico (ARIE) inaugurado em 2012 (antigo local de descarte de lixo), em uma área de 12 mil metros quadrados localizado no conjunto Cidade Nova VIII, no bairro do Coqueiro no município de Ananindeua.
De acordo com o Instituto Brasileiro de Museus (IBRAM) do Ministério da Cultura, o Seringal tornou-se o primeiro museu de Ananindeua (Região Metropolitana de Belém). Além do Cadastro Nacional de Museus, também é integrante do Cadastro Nacional de Unidades de Conservação (CNUC) do Ministério do Meio Ambiente.
Os principais objetivos do parque são: preservação ambiental, oferecer espaço de lazer e de educação ambiental e, conta a história do Ciclo da Borracha amazônida. Formado por uma reserva de seringueiras, cultivadas no período do Ciclo da Borracha, contém também anfiteatro, academia de ginástica ao ar livre, lanchonete, playground.